# Bukshag
Bukshag is tabak, afkomstig uit sigarettenpeuken.
De term bukshag was in zwang tijdens en kort na de Tweede Wereldoorlog, toen in Nederland tabak schaars was geworden en opgeraapte sigarettenpeuken vaak werden gebruikt om nieuwe sigaretten van te maken.
Bij elke trek die een roker van een sigaret neemt, slaat een deel van de bij de verbranding vrijkomende teer neer op de tabak die nog niet is verbrand. Bukshag bevat om die reden meer teer dan reguliere tabak, waardoor het roken van bukshag nog ongezonder is.